# William Uttal
William R. Uttal (ur. w roku 1931 w Mineola, stan Nowy Jork, zm. 9 lutego 2017) – amerykański uczony, profesor inżynierii w Arizona State University (Tempe) i psychologii w University of Michigan, znany głównie z prac w dziedzinie filozofii umysłu, głównie ze sceptycyzmu wobec kognitywistyki i teorii „modularnej architektury umysłu”, wyrażanego w licznych publikacjach, m.in. w 30 książkach, jak np. w: The War Between Mentalism and Behaviorism: On the Accessibility of Mental Processes (1999), The New Phrenology: The Limits of Localizing Cognitive Processes in the Brain (2001), Mind and Brain: A Critical Appraisal of Cognitive Neuroscience (2011).

## Życiorys
William Uttal urodził się w roku 1931 we wsi Mineola w stanie Nowy Jork (Hrabstwo Nassau). Studiował fizykę w Cincinnati. Ukończył University of Cincinnati w roku 1951, uzyskując stopień B.Sc. Studia kontynuował w dziedzinie psychologii eksperymentalnej i biofizyki w Ohio State University, gdzie uzyskał stopień doktora w roku 1957.
W następnych latach pracował w:
- 1957–1963 – IBM Research Laboratory (Nowy Jork),
- 1963–1985 – University of Michigan,
- 1985–1988 – Naval Ocean Systems Center na Hawajach,
- od 1988 – Arizona State University (ASU).

W obu uniwersytetach otrzymał stanowisko profesora emerytowanego – inżynierii w ASU i  psychologii w University of Michigan.

## Badania naukowe
Zakres badań naukowych W.R. Uttala obejmował liczne problemy psychofizyczne, neurofizjologiczne, psychobiologiczne i psychofizjologiczne, głównie dotyczące percepcji i recepcji sensorycznej w układzie wzrokowym (zob. wzrok, analizatory wrażeń zmysłowych), m.in. zagadnienia widzenia stereoskopowego. W. Uttal analizował fundamentalne problemy zależności między mózgiem i umysłem (kognitywistyka, psychobiologia, psychofizjologia) oraz psychologiczne podstawy interakcji mózg-komputer (zob. Interfejs mózg–komputer).
W latach 1988–2013 był głównym wykonawcą projektów badawczych nt.:
- 1988–1993 – An Integrated Computational Model of Complex Human Behavior
- 1991–1996 – Foundation of Autonomous Control
- 1992–1996 – Studies of The Effect of Image Degradation & Recombination
- 1994–1996 – Underwater Object Identification Using a Unified Computation
- 2009–2010 – A Review and Analysis of The Current Status of The Field of Cognitive Neuroscience
- 2012–2013 – Macroscopic Neural Theories of Cognition

Wynikiem badań stało się przekonanie o konieczności poszukiwań w neurobiologii, psychologii i filozofii umysłu możliwości rozwiązania sporu między mentalistami i behawiorystami, przekonanie o potrzebie nieustannego analizowania różnych koncepcji logicznych i precyzowania znaczenia pojęć określających procesy i stany psychiczne, o niepełnej wiarygodności procedur badawczych w dziedzinie kognitywistyki (np. niedoskonałości technik neuroobrazowania, tj. fMRI lub PET, oraz niepewności wniosków, formułowanych w czasie eksploracji wielkich ilości zgromadzonych danych). Takie przeświadczenie doprowadziło W.R. Uttala do podjęcia konsekwentnych starań o interdyscyplinarną debatę, w tym o ponowne rzetelne przeanalizowanie założeń teorii „modularnej architektury umysłu”, wobec której był sceptyczny

## Publikacje
William R. Uttal jest autorem 30 książek i ok. 140 artykułów naukowych. Poniżej zestawiono kilka wybranych artykułów na temat  psychofizyki wzroku, opublikowanych w latach 1975–1995:
- W.R. Uttal, J. Fitzgerald, T.E. Eskin, Rotation and Translation Effects on Stereoscopic Acuity  Vis Res 15 s. 939–944, 1975
- W.R. Uttal, The Perception of Dotted Forms, Erlbaum, Hillsdale NJ, 1987[21]
- W.R. Uttal, J. Fitzgerald, T.E. Eskin, Parameters of Tachistoscopic Stereopsis,  Vis Res  15, s. 705–712, 1975
- W.R. Uttal, S.N. Davis, C. Welke, R. Kakarala, The Reconstruction of Static Visual Forms from Sparse Dotted Samples, Percept Psychiphys 43, s. 223–240, 1988
- W.R. Uttal, S.N. Davis, C. Welke, Stereoscopic Perception with Brief Exposures, Percept Psychiphys 56,    s. 599–604, 1994
- W.R. Uttal, T, Baruch, L. Allen, Dichoptic and Physical Information Combination: A Comparison, Perception 27, s. 351–362, 1995

Wyniki realizacji programu Underwater Object Identification… (1994–1996) są treścią książki The Swimmer: An Integrated Computational Model of A Perceptual-Motor System (William R. Uttal jako współautor).
Liczne publikacje na temat związku między mózgiem a umysłem, które ukazały się w latach 1970–1980, zebrano w The Uttal Tetralogy of Cognitive Neuroscience wydanej po raz pierwszy w latach 1973 i 1988, wznowionej w roku 2014 (cztery tomy liczące łącznie 2978 stron).
Wśród innych wydawnictw książkowych znajdują się:

- 1981, 2014 – A Taxonomy of Visual Processes
- 1985 – The Detection of Nonplanar Surfaces in Visual Space
- 1999 – The War Between Mentalism and Behaviorism: On the Accessibility of Mental Processes
- 2001, 2003 – The New Phrenology: The Limits of Localizing Cognitive Processes in the Brain
- 2002 – A Behaviorist Looks at Form Recognition
- 2004 – Dualism: The Original Sin of Cognitivism
- 2006 – Human Factors in the Courtroom: Mythology Versus Science
- 2007 – The Immeasurable Mind: The Real Science of Psychology
- 2008 – Distributed Neural Systems: Beyond the New Phrenology
- 2008, 2014 – On Seeing Forms
- 2009 – Neuroscience in the Courtroom: What Every Lawyer Should Know about the Mind and the Brain
- 2011 – Mind and Brain: A Critical Appraisal of Cognitive Neuroscience
- 2013 – Reliability in Cognitive Neuroscience. A Meta-Meta-Analysis
- 2014 – Neural Theories of Mind: Why the Mind-Brain Problem May Never Be Solved
- 2014 – Psychomythics: Sources of Artifacts and Misconceptions in Scientific Psychology
- 2015 – Macroneural Theories in Cognitive Neuroscience
- 2015 – Toward a New Behaviorism: The Case Against Perceptual Reductionism
- 2016 – Time, Space, and Number in Physics and Psychology